# Eduard IJdo
Eduard Hendrik IJdo (Den Haag, 10 augustus 1856 - Leiden, 21 januari 1927) begon in 1889 de Boek-, kantoor- en handelsdrukkerij Eduard IJdo, die rond 1900 gerekend werd tot de belangrijkste drukkerijen van Leiden, waaronder ook Brill en Sijthoff. Het bedrijf was tot de opheffing in 1966 gevestigd in het door David Veilbrief ontworpen pand aan de Hooglandse Kerkgracht en de Koppenhinksteeg in Leiden, dat inmiddels de status van rijksmonument heeft verkregen en in 2014/2015 werd verbouwd tot appartementen.

## Leven
IJdo werd in 1856 geboren als zoon van Hendrik Bernard IJdo (1822-1896) en Sophia Catharina Neijenhuis. Zijn vader was boekdrukker, letterzetter en lettergieter. Eduard IJdo volgde zijn vaders beroepskeus en trad als letterzetter in dienst bij de Leidse drukkersfirma J. J. Groen & Zoon aan de toenmalige Pieterskerkkoorsteeg 18 in Leiden. Op 7 juli 1880 trouwde hij met Jacoba Groen (1858-1904) (de dochter van zijn werkgever). Ze kregen samen negen kinderen, van wie er echter twee al snel na de geboorte overleden. Na een periode als bedrijfsleider in het bedrijf van zijn schoonvader besloot IJdo in 1888 voor zichzelf te beginnen en in 1890 vestigde hij zich in het speciaal ontworpen bedrijfsgebouw aan de Hooglandse Kerkgracht 4, waar hij ook met zijn gezin de bovenliggende woning betrok.  Na het overlijden van zijn vrouw in 1904 hertrouwde hij op 26 april 1906 met Wilhelmina Weijers. Zoon Johannes (1894-1966) en later kleinzoon Eduard Hendrik IJdo (20 juni 1921 - 14 december 2012) zouden later het bedrijf aan de Hooglandse Kerkgracht voortzetten. Zoon Eduard Hendrik IJdo (28-08-1894 - 14-02-1931) ging een heel andere kant op: hij werd  limonadefabrikant en filmproducent. Twee broers van Eduard, Hendrik Bernard en Jan Bernard Hendrik waren ook werkzaam in de drukkerswereld. Hendrik werd lettergieter en Jan eindigde uiteindelijk als gedelegeerd commissaris van de N.V. H.B. IJdo's Lettergieterij in Den Haag. Wilhelmina overleed op 7 juni 1926; IJdo een half jaar later. Eduard IJdo werd begraven in het familiegraf op de begraafplaats "Rhijnhof".

## Drukkerij
Op 1 januari 1889 begon IJdo aan de Hooglandse Kerkgracht zijn eigen boekdrukkerij onder de naam Boek-, kantoor- en handelsdrukkerij Eduard IJdo. Oorspronkelijk was de drukkerij gevestigd aan de Koppenhinksteeg en de steendrukkerij aan de Hooglandsche Kerkgracht 10, maar na het gereedkomen van de nieuwbouw werden de activiteiten geconcentreerd aan de Hooglandsche Kerkgracht 4. In de buurt zaten ook andere drukkerijen, zoals E.J. Brill aan de Oude Rijn 33 en Barteljee en Terpstra aan de Oude Rijn 84. De zaken gingen kennelijk voorspoedig, want uit het verslag van de Kamer van Koophandel over 1891 blijkt dat IJdo toen al 44 mensen in dienst had. Overigens: daarvan waren er negen onder de zestien. Onduidelijk is of de drukkerij ook een stoommachine had (op een van de gevels staat immers 'stoomdrukkerij'), want in 1890 beschikte men al ook over een gasmotor van 2 PK, die als snel aangevuld werd met een exemplaar van 8 PK. Later werden deze gasmotoren vervangen door elektrische motoren.
Behalve handelsdrukwerk, zoals briefpapier, enveloppen, folders en dergelijke, drukte IJdo ook veel proefschriften en andere geschriften voor promovendi en medewerkers van de universiteit. Dat dit gewaardeerd werd moge blijken uit het wandbord dat zijn cliënten hem in 1919 aanboden bij het dertigjarig bestaan van de firma. Gemaakt van Delfts porselein toonde die de spreuk Energiek IJveren Doet Overwinnen.
Met zijn personeel had IJdo een waarschijnlijk lastigere relatie, want met hun rechten had hij minder op, waar hij onder de Leidse werkgevers overigens niet alleen in stond. De arbeidsomstandigheden in de 19e eeuw in de Leidse industrie waren slecht. Ondanks de invoering van wetgeving, zoals de Arbeidswet in 1899 en daar aan gekoppeld de instelling van de Arbeidsinspectie, kwamen verbeteringen in de praktijk van de werkvloer maar langzaam tot stand. Voor de oprichting van vakbonden was in eerste instantie weinig belangstelling onder de Leidse arbeiders, waarbij degenen die wel lid werden daarbij stuitten op forse tegenwerking door de werkgevers, die er geen geheim van maakten dat zij geen vakbondsleden in dienst wilden nemen. De al in 1866 opgerichte lokale afdeling van de Nederlandse Typografenbond leidde al een kwakkelend bestaan, doordat bijvoorbeeld uitgever Sijthoff het lidmaatschap als reden voor ontslag beschouwde. Daardoor waren er als snel bijna geen leden meer over, en degenen die nog lid waren of werden hielden dat geheim voor hun werkgever.
IJdo ontdekte in 1894 dat een groot deel van zijn personeel - ongeveer twintig man - lid was van de Typografenbond. Hij wilde deze "ontevredenen" niet in dienst houden en zegde ze ontslag aan. De werknemers vroegen om hun baan te mogen houden als ze hun lidmaatschap van de bond zouden opzeggen. Dat vond IJdo goed met uitzondering van vijf man, waarvoor hij het ontslag handhaafde. Een gesprek van het hoofdbestuur van de Algemene Nederlandsche Typografen Bond (ANTB) leverde niets op. Net zomin als een grote protestmanifestatie op 2 september 1894. IJdo bleef bij zijn uitspraak "ik wil geen lid van den bond in mijn dienst" en zou ook gezegd hebben "Ik ontsla jullie, omdat jullie allen in een vereeniging zijt, die uitkeert bij werkloosheid; waarom zou ik dan nog langer zooveel loon aan jullie uitkeeren?". De ontslagen bleven derhalve gehandhaafd en de lokale afdeling leed verder ledenverlies. De in 1902 resterende twee leden hieven de afdeling uiteindelijk op. Dat was overigens maar voor even, want in 1906 was er alweer een afdeling met ruim veertig leden.
Andere bekende uitgaven van IJdo waren IJdo’s Adresboek van Leiden (tussen 1892 en 1954) en de feestwijzer  van de 3 october vereniging.
De actieve bedrijfsvoering van de drukkerij werd in 1962 door de derde generatie van de familie IJdo gestaakt; in 1966 volgde liquidatie van de onderneming.

## Gebouw

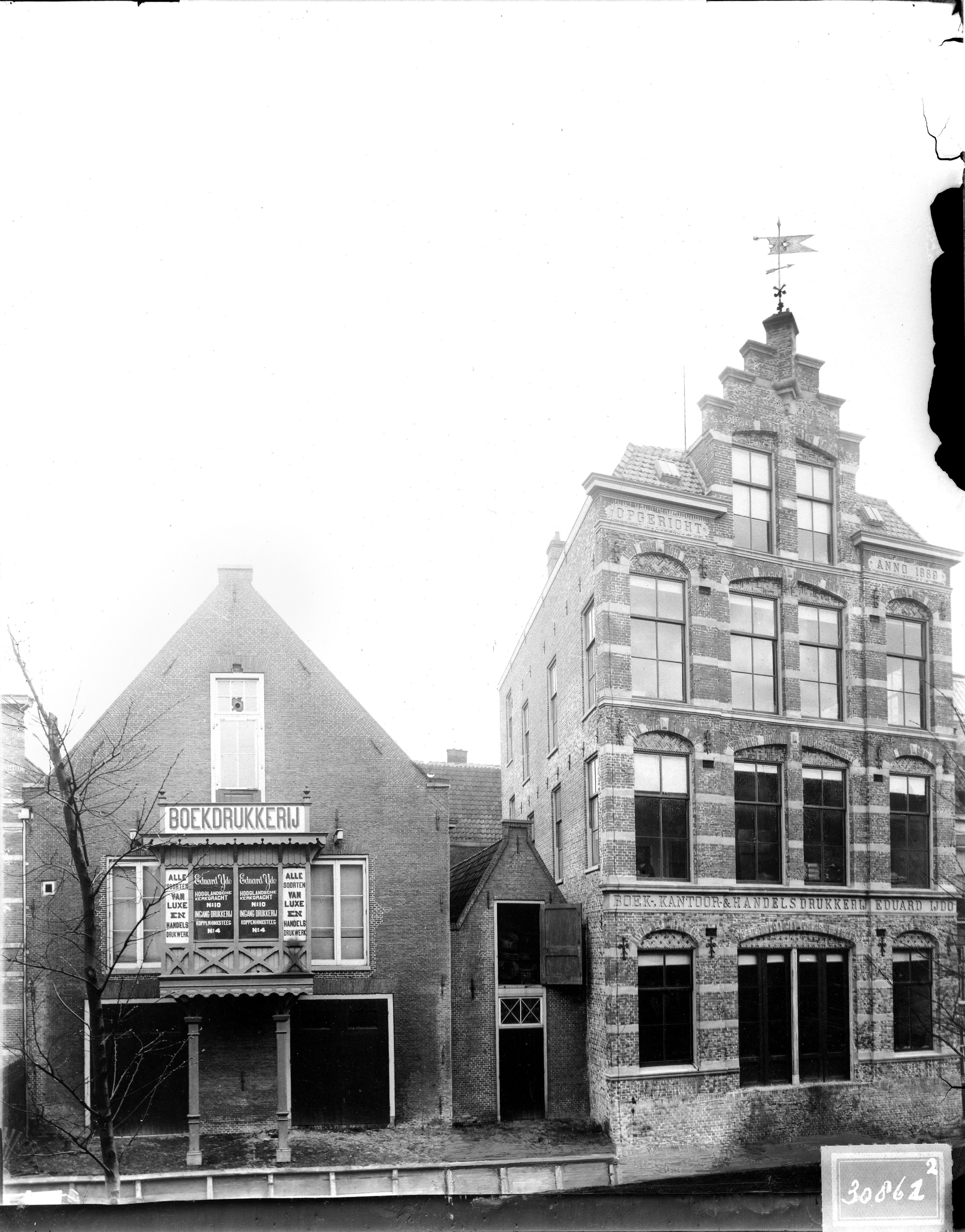
Achtergevels van drukkerij Eduard IJdo aan de Hooglandsekerkgracht nrs 4 -4a en de Koppenhinksteeg nrs 2-4, gezien vanaf de Oude Rijn. Eind 19e eeuw.

De Boek-, kantoor- en handelsdrukkerij Eduard IJdo, Hooglandse Kerkgracht 4 in de binnenstad van de Nederlandse stad Leiden, bestond van 1889 tot 1962. Het gebouw met drukkerij (1889) en winkel (1890) is gebouwd naar een neorenaissance-ontwerp van architect David Veilbrief. De familie IJdo betrok de woning boven de winkel annex kantoor aan de Hooglandse Kerkgracht en aan de Koppenhinksteeg bevonden zich op de begane grond de drukkerij en papieropslag, op de eerste etage de zetterij, en op de tweede verdieping zat de binderij. De deuren aan de Oude Rijn getuigen er nog van dat de aan- en afvoer van papier en boeken in die tijd veelal per trekschuit of beurtschip ging, maar ook werd gebruikgemaakt van de bodedienst met paard en wagen. Het kaaspakhuisje
aan de Koppenhinksteeg 4 werd pas later aan het bedrijf toegevoegd en diende als papieropslag en er stond een oven, waarin - na de overgang van het zetten met de hand naar machinaal zetten - het loden zetwerk werd gesmolten om opnieuw in de zetmachine te kunnen worden gebruikt.
Na jaren van leegstand, kraak en verwaarlozing (het pand werd in 1968 gekraakt en speelde tot 2010 als Vrijplaats Koppenhinksteeg een belangrijke rol in de krakerswereld) wordt het gebouw en een te slopen naastgelegen pand omgevormd tot een appartementencomplex.